# Chris Halldorson
Chris Halldorson (* 12. November 1980) ist ein kanadischer Biathlet und Biathlontrainer.
Chris Halldorson startet für Hollyburn Cross Country. Er vertrat das Junioren-Nationalteam Kanadas 2000 international. Bei den Biathlon-Europameisterschaften 2000 in Kościelisko belegte er die Plätze 42 im Einzel, 43 im Sprint und startete trotz Qualifikation nicht im Verfolgungsrennen. Es folgten die Biathlon-Juniorenweltmeisterschaften 2000 in Hochfilzen, bei denen der Kanadier im Einzel auf den 86. Rang kam, im Sprint 72 und mit der Staffel 16. wurde. In der Gesamtwertung des Biathlon-NorAm-Cup 2007/08 belegte er den 16., 2010/11 den 22. Platz. Bei den Nordamerikanischen Meisterschaften im Biathlon 2011 in Whistler wurde Halldorson in allen drei Rennen, Sprint, Verfolgung  und Massenstart, Fünfter. Daneben startet er vor allem in längeren Skilanglaufrennen. Er ist Cheftrainer bei Chelsea Nordic und Assistenztrainer bei Biathlon-Entwicklungskader der Region British Columbia.